# ニオイテンジクアオイ
ニオイテンジクアオイ（匂天竺葵、学名: Pelargonium graveolens）は、テンジクアオイ属の常緑性低木。南アフリカ原産で、茎葉にバラのような芳香をもつ。水蒸気蒸留して得られる精油は「ゼラニウム油」と呼ばれ、香料などとして利用される。別名 ローズゼラニウム（英: Rose geranium）。

## 学名の由来
学名のうち属名ペラルゴニウム Pelargonium はギリシャ語の pelargos（コウノトリ）に由来するが、これは種子の形がコウノトリのくちばしのように長細いためである。種小名グラヴェオレンス graveolens には「重い香り」という意味がある。

## 特徴
成長すると高さ1.3メートルほどに達する常緑性低木。葉には深い切れ込みがあり、繊毛があるため手触りが柔らかく、強いバラ様の香りがある。
17世紀後半に南アフリカからヨーロッパに導入され、その後レユニオン島やモロッコで栽培された。

## 精油の利用

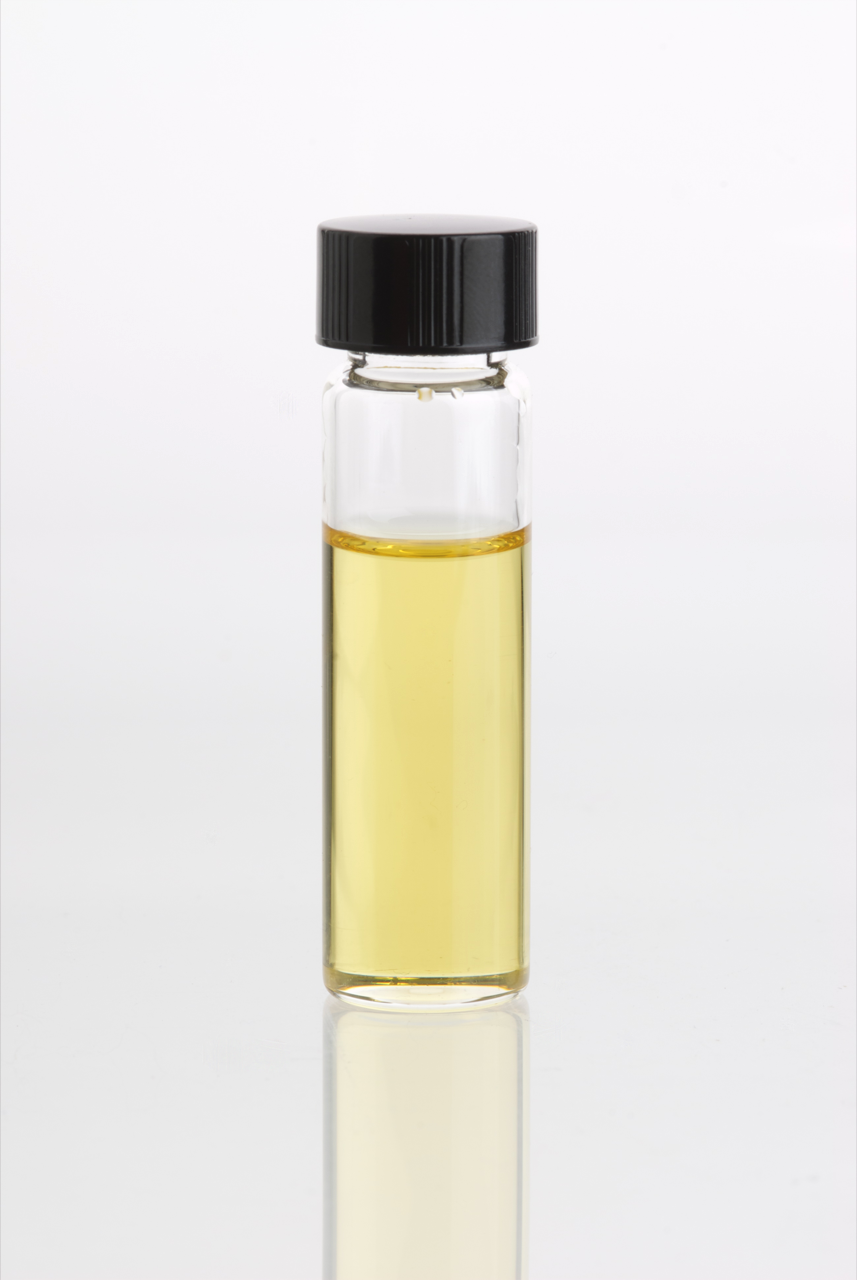
ゼラニウム精油

ローズゼラニウムは元々香料用に栽培されていたが、精油を用いた補完・代替医療であるアロマセラピーで、初期のアロマセラピストが古いイギリスの本草書にあるヒメフウロ（姫風露、学名：Geranium robertianum L.）の情報を誤って転用したため、不正確な情報で広く利用されている。
精油の香りには鎮静と刺激、両方の効果があり、香りを嗅いでリラックスする場合と、逆の効果が現れる場合がある。
比較的安全な精油であり、食品業界・化粧品業界で多用されているが、近年EUによって、非常に強い感作性を有するという評価がされた。
ローズゼラニウム油やその成分は、ローズに似た華やかな香りをもち、古くから香水の原料としても活用されている。